# Зальцхеммендорф
Зальцхеммендорф (нем. Salzhemmendorf) — община в Германии, курорт, расположен в земле Нижняя Саксония.
Входит в состав района Хамельн-Пирмонт. Население составляет 9881 человек (на 31 декабря 2010 года). Занимает площадь 94,39 км².
| Год  | Население |
| ---- | --------- |
| 1990 | 10 779    |
| 1995 | 11 208    |
| 2000 | 10 979    |
| 2005 | 10 593    |
| 2010 | 10 022    |